# Culture Depot
Culture Depot (tiếng Hàn: 문화창고; Romaja: Munhwachanggo) là một công ty quản lí nghệ sĩ và sản xuất phim truyền hình Hàn Quốc. Culture Depot là công ty con Studio Dragon.

## Hoạt động
| Năm  | Tiêu đề                | Tên ban đầu      | Kênh   | Ghi chú                         |
| ---- | ---------------------- | ---------------- | ------ | ------------------------------- |
| 2016 | Legend of the Blue Sea | 푸른 바다의 전설 | SBS TV | Đồng sản xuất với Studio Dragon |
| 2019 | Crash Landing on You   | 사랑의 불시착    | tvN    | Đồng sản xuất với Studio Dragon |

## Danh sách nghệ sĩ

### Nghệ sĩ

#### Diễn viên
- Jun Ji-hyun (2012–nay)
- Seo Ji-hye (2018–nay)
- Han Dong-ho (2018–nay)
- Yoon Ji-on (2018–nay)
- Yoon Ji-min (2019–nay)
- Kim So-hyun (2021–nay)[4]

#### Nhạc sĩ
- 2AM (2021–nay)[5]

#### Biên kịch
- Park Ji-eun (2015–nay)

### Cựu nghệ sĩ
- Claudia Kim (2018–2020)
- Ko So-young (2018–2019)
- Park Min-young (2013–2017)[6][7]
- Jo Jung-suk (2015–2018)[8]